# Ezel Chiel
Ezel Chiel is een Nederlands televisieprogramma dat door de Evangelische Omroep wordt uitgezonden op NPO Zappelin, NPO 3. Het is een op jonge kinderen gerichte productie waarin bijbelverhalen op een laagdrempelige manier worden verteld. De hoofdrollen worden vertolkt door Anne Appelo (trapezeartiest Anne) en Christiaan Koetsier (Ezel Chiel).

## Het programma
Trapezeartiest Anne vertelt Ezel Chiel een verhaal voor het slapengaan. Dit zijn bijbelverhalen die ze met hem visualiseert door ze in een miniatuurwereld na te spelen. De rode draad in het programma is dat Ezel Chiel Anne steeds onderbreekt met een versie van het verhaal waarin hijzelf de hoofdrol speelt.